# Пищальське сільське поселення (Орічівський район)
Пища́льське сільське поселення (рос. Пищальськое сельское поселение) — адміністративна одиниця у складі Орічівського району Кіровської області Росії. Адміністративний центр поселення — село Пищальє.

## Історія
Станом на 2002 рік на території сучасного поселення існували такі адміністративні одиниці:
- Пищальський сільський округ (село Пищальє, присілки Бурундуки, Волгічі, Коробейніки, Кропачі, Крутіковщина, Лопата, Лундиші, Максенки, Мусонови, Нагоряна, Нечаєви, Нешумарови, Панкратенки, Парамшонки, Перм'яки, Підгоряна, Селюганови, Тіуновщина, Шадрічі)

Поселення було утворене згідно із законом Кіровської області від 7 грудня 2004 року № 284-ЗО у рамках муніципальної реформи шляхом перетворення Лугоболотного сільського округу.

## Населення
Населення поселення становить 405 осіб (2017; 411 у 2016, 420 у 2015, 424 у 2014, 427 у 2013, 437 у 2012, 481 у 2010, 541 у 2002).

## Склад
До складу поселення входять 20 населених пункти:
| Населений пункт        | Населення, осіб (2002) | Населення, осіб (2010) |
| ---------------------- | ---------------------- | ---------------------- |
| Бурундуки, присілок    | 31                     | 20                     |
| Волгічі, присілок      | 6                      | 5                      |
| Коробейнікі, присілок  | 2                      | 0                      |
| Кропачі, присілок      | 1                      | 0                      |
| Крутіковщина, присілок | 2                      | 0                      |
| Лопата, присілок       | 3                      | 2                      |
| Лундиші, присілок      | 6                      | 5                      |
| Максенки, присілок     | 0                      | 1                      |
| Мусонови, присілок     | 1                      | 0                      |
| Нагоряна, присілок     | 7                      | 4                      |
| Нечаєви, присілок      | 11                     | 9                      |
| Нешумарови, присілок   | 0                      | 0                      |
| Панкратенки, присілок  | 1                      | 5                      |
| Парамшонки, присілок   | 8                      | 3                      |
| Перм'яки, присілок     | 11                     | 7                      |
| Пищальє, село          | 443                    | 417                    |
| Підгоряна, присілок    | 3                      | 3                      |
| Селюганови, присілок   | 0                      | 0                      |
| Тіуновщина, присілок   | 0                      | 0                      |
| Шадрічі, присілок      | 3                      | 0                      |